# Bä, bä, vita lamm
”Bä, bä, vita lamm” är en barnvisa av Alice Tegnér, som publicerades första gången 1892 i sångsamlingen Sjung med oss, Mamma!. Visan bygger på den engelska barnramsan ”Baa, Baa, Black Sheep” som publicerades 1744. År 1872 översatte August Strindberg ramsan till svenska, med titeln Bä, bä, svarta lam, på uppdrag av Bonniers. Den tonsattes senare av Alice Tegnér, och titeln ändrades till Bä, bä, vita lamm. Från Sverige spred sig sången på 1900-talet även till Norge, där den på bokmål är känd som Bæ, bæ, lille lam.

## Texten

### Baa, Baa, Black Sheep
Bä, bä, vita lamm bygger på en engelsk barnramsa, Baa, Baa, Black Sheep, som publicerades första gången 1744 i Tommy Thumb's Pretty Song Book. Denna ramsa kom att sjungas till en variant av melodin Ah ! vous dirai-je, Maman från 1771, vilket är samma melodi som används till barnvisan Blinka lilla stjärna.

### August Strindberg
En svensk översättning gjordes 1872 av August Strindberg. Strindberg befann sig på Kymmendö och arbetade med Mäster Olof. Där fick han sig tillsänt av Bonniers ett uppdrag att översätta två illustrerade engelska barnböcker. Strindberg genomförde översättningen, och Bonniers publicerade översättningarna i två böcker: Barnen i skogen och Daddas visor, under hösten samma år. Den förra var i original The Babes in the Wood utgiven 1872 på Routledge & Sons förlag i London, och den senare, Nursery Rhymes, utgiven 1869 på samma förlag.
I Nursery Rhymes återfinns den engelska text till Baa Baa Black Sheep som Strindberg översatte.
Engelska förlagan
Ba-a, ba-a, black sheep, have you any wool?

Yes, sir! yes, sir! three bags full:

One for my master, one for my dame,

And one for the little boy that lives in our lane.
Strindbergs översättning
Bä, bä, svarta lam, har du någon ull?

Bä, bä, söta barn, jag har säcken full,

Helgdagsrock åt far och söndagskjol åt mor

Och sedan tu par strumpor åt lilla, lilla bror.
Den andra halvan av sången återspeglar inte helt det engelska originalet, men Göte Klingberg menar att en orsak kan vara att den bild som illustrerade originalet i Nursery Rhymes  inspirerat till ”helgdagsrock” och ”söndagskjol”.

### Alice Tegnér
I Carl's A.B.C. och bilderbok, är fyra av Daddas visor från 1872 avtryckta, bland annat ”Bä, bä, svarta lam”. Enligt Klingberg kan det vara detta tryck, som förmedlat texten till den version som Ottilia Adelborg publicerade i utgåvan av Ängsblommor (1890), där texten är ändrad till ”Bä, bä, hvita lamm”, och som i sin tur sannolikt inspirerat Tegnér till en ytterligare bearbetning och tonsättning av texten. I Ängsblommor skriver Adelborg under texten ”Bleking” (se bild, rutan i övre vänstra hörnet), vilket antyder att hon menar att texten är en folklig tradition från Blekinge.
Adelborgs text
Bä, bä, hvita lamm, har du någon ull?

Bä, bä, lilla barn, jag har säcken full.

Helgdagsrock åt far,

söndagskjol åt mor

och tu par strumpor åt lille, lille bror.
Tegnérs text
Bä, bä, vita lamm, har du någon ull?

Ja, ja, lilla barn, jag har säcken full.

Helgdagsrock åt far och söndagskjol åt mor

och två par strumpor åt lille, lille bror.
Vid utgivningen av Nu ska vi sjunga 1943 ändrade Tegnér texten i andra versraden till ”Ja, ja, kära barn,”. Detta är också den text som levt kvar i senare utgåvor.

## Musiken

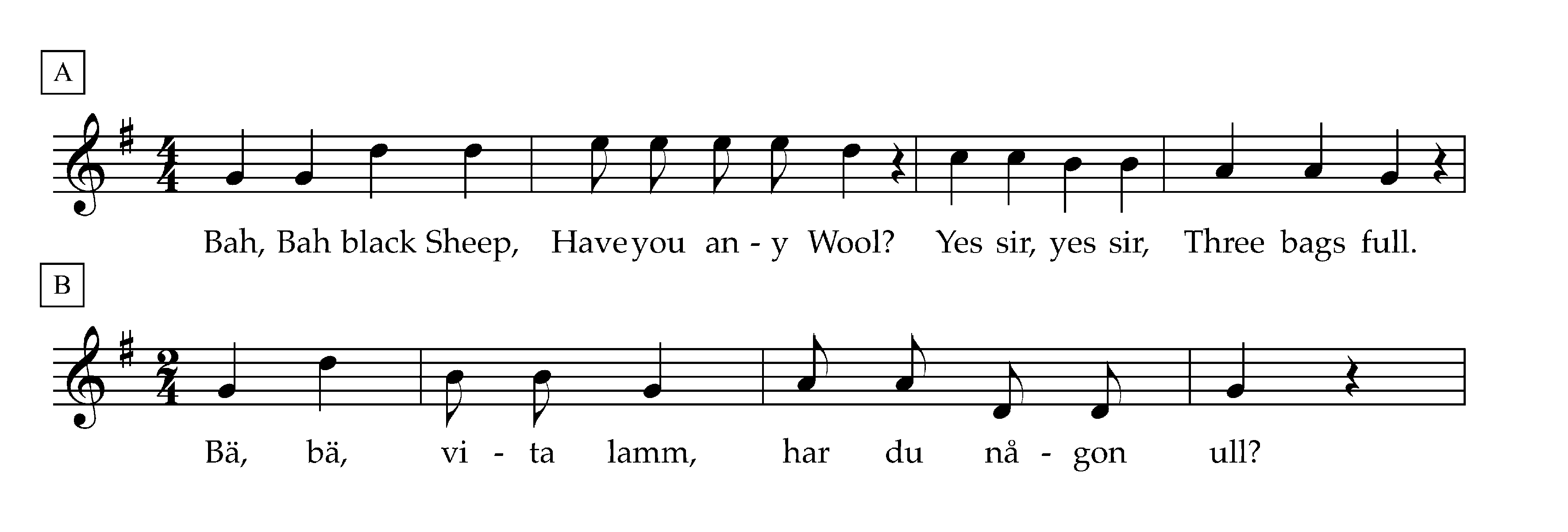
De fyra första takterna av
A - den engelska visan Baa, Baa, Black Sheep till melodin Ah ! vous dirai-je, Maman
och av
B - den svenska visan med Alice Tegnérs text och melodi.

Det engelska originalet från 1744 sjöngs alltså till en variant av Ah ! vous dirai-je, Maman, det vill säga samma melodi som Blinka lilla stjärna. Strindbergs text var sannolikt inte tänkt att sjungas alls, medan Alice Tegnér gjorde om Strindbergs/Adelborgs text till sin egen melodi, den som generationer av svenska barn sjungit sedan 1892.

### Inspelningar
En av de tidigaste inspelningarna av Tegnérs sång gjordes på 78-varvskiva 1926 av Margareta Schönström på skivmärket Polyphon. I Svensk mediedatabas finns närmare ett 100-tal inspelningar upptagna. Bland artister som spelat in sången märks även Yvonne Törner, Lena Järnestrand, Margret Jonsson, Alice Babs och Titti, Barn från Adolf Fredriks musikskola, Barnkör Stockholms Musikklasser, Barbro Hörberg, Pugh Rogefeldt, Nackabarnen, Maria Llerena, Dubbelkvartetten Frida, Arne Domnérus, Trazan & Banarne, Povel Ramel, Emma Meissner, Kerstin Lindberg, Gunnar Uddén, Nadja Hjärne, Gun och Roland Hultén, med flera.
Alice Tegnérs tonsättning har också spelats in på spanska av Maria Llerena som ”Be be carnerito blanco” på skivalbumet Chiquitico mio från 1988.
Den engelska originaltexten, med ”äkta” uttal, finns inspelad på en 78-varvskiva, som medföljde som bilaga till en Linguaphone-kurs i engelska från 1930-talet. Sångarens namn redovisades inte.

## Andra versioner
Den engelska visan sjungs på flera andra språk, och även Tegnérs text och melodi sjungs i översättning, bland annat i andra nordiska länder.
Ytterligare verser av okända upphovsmän förekommer också i förskolor. Tegnérs visa har även givit upphov till många travestier. 

## Bilder

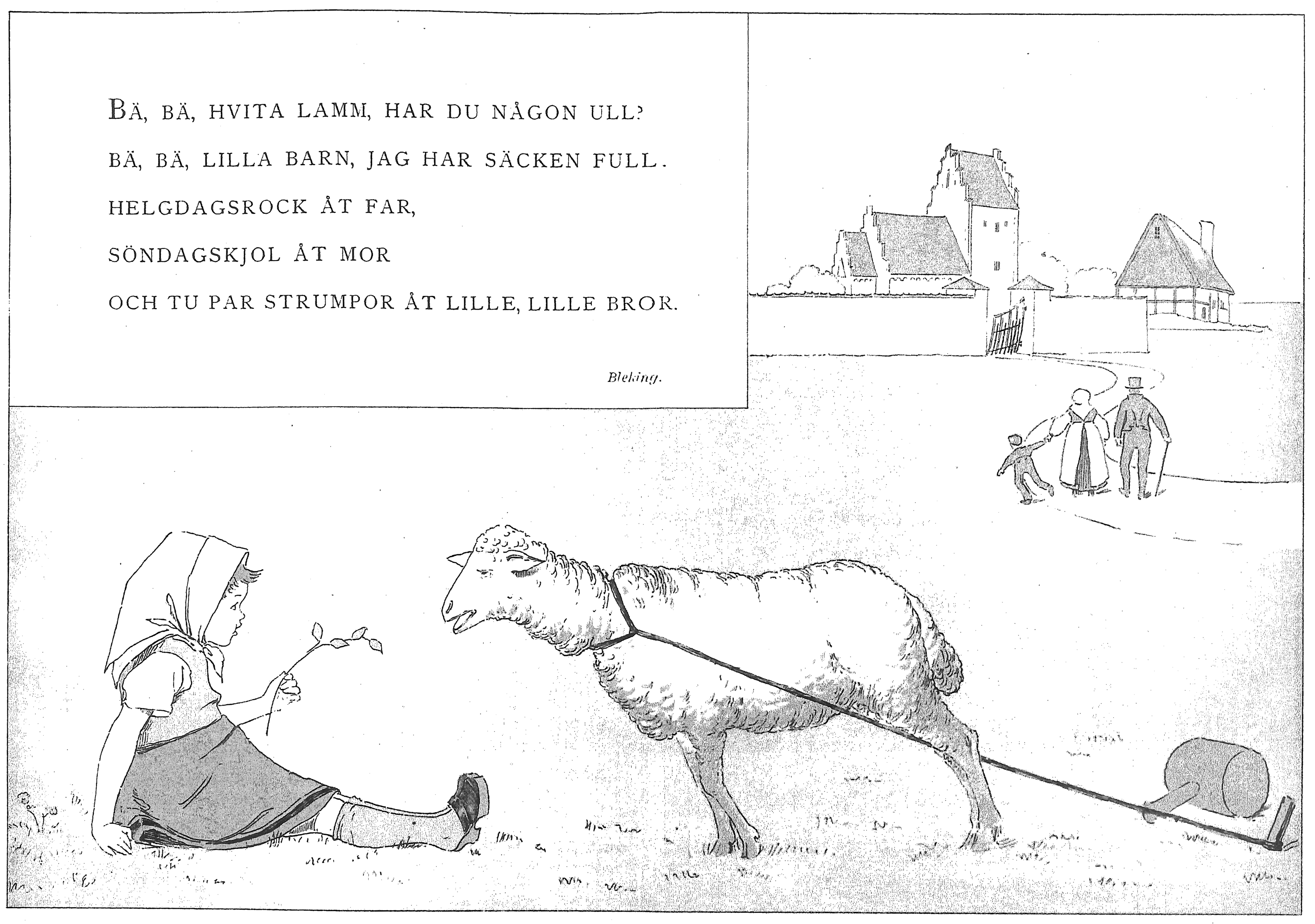
Svartvit kopia av en akvarell ur Ottilia Adelborgs bok Ängsblommor Vänsterklicka på bilden, så går texten lättare att läsa
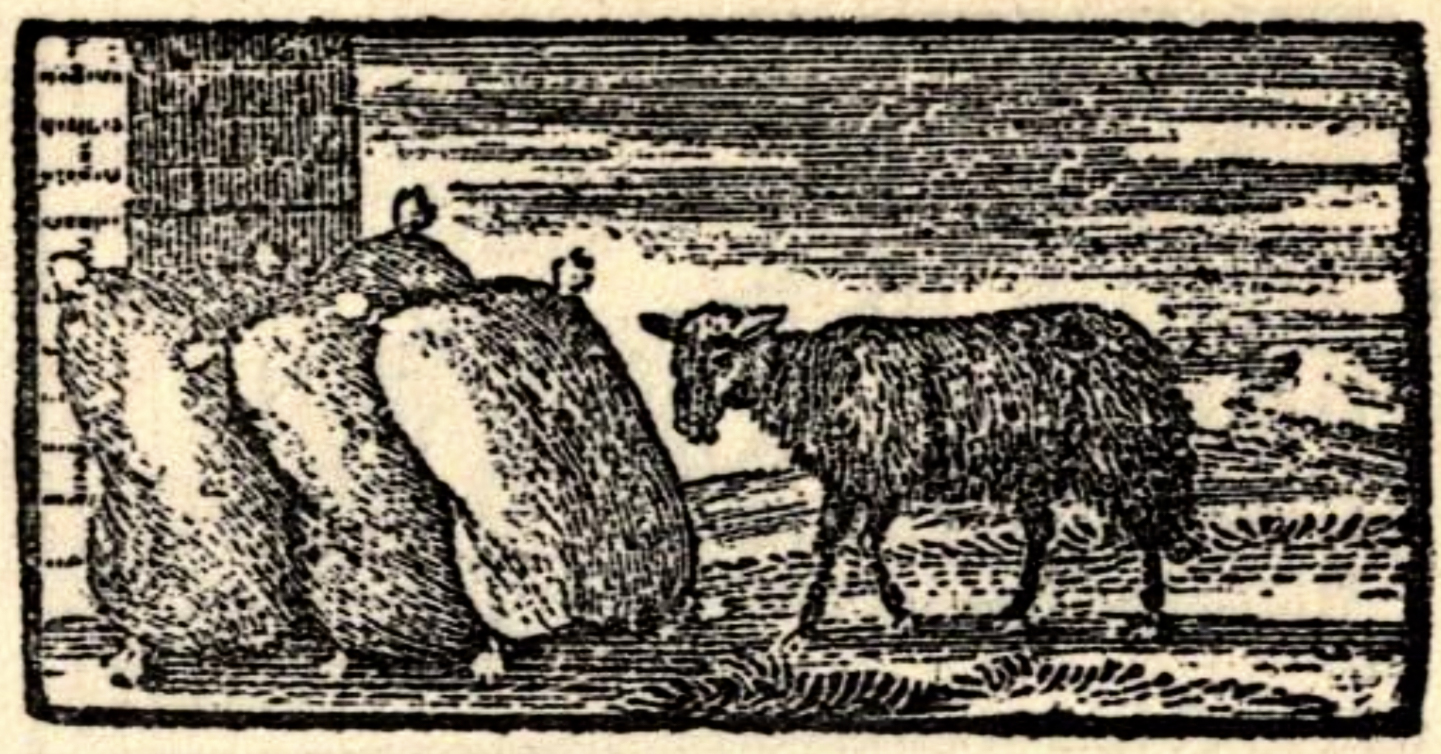
Baa Baa Black Sheep Från Mother Goose Melody publicerad omkring 1765. Lägg märke till att säckarnas antal är tre.
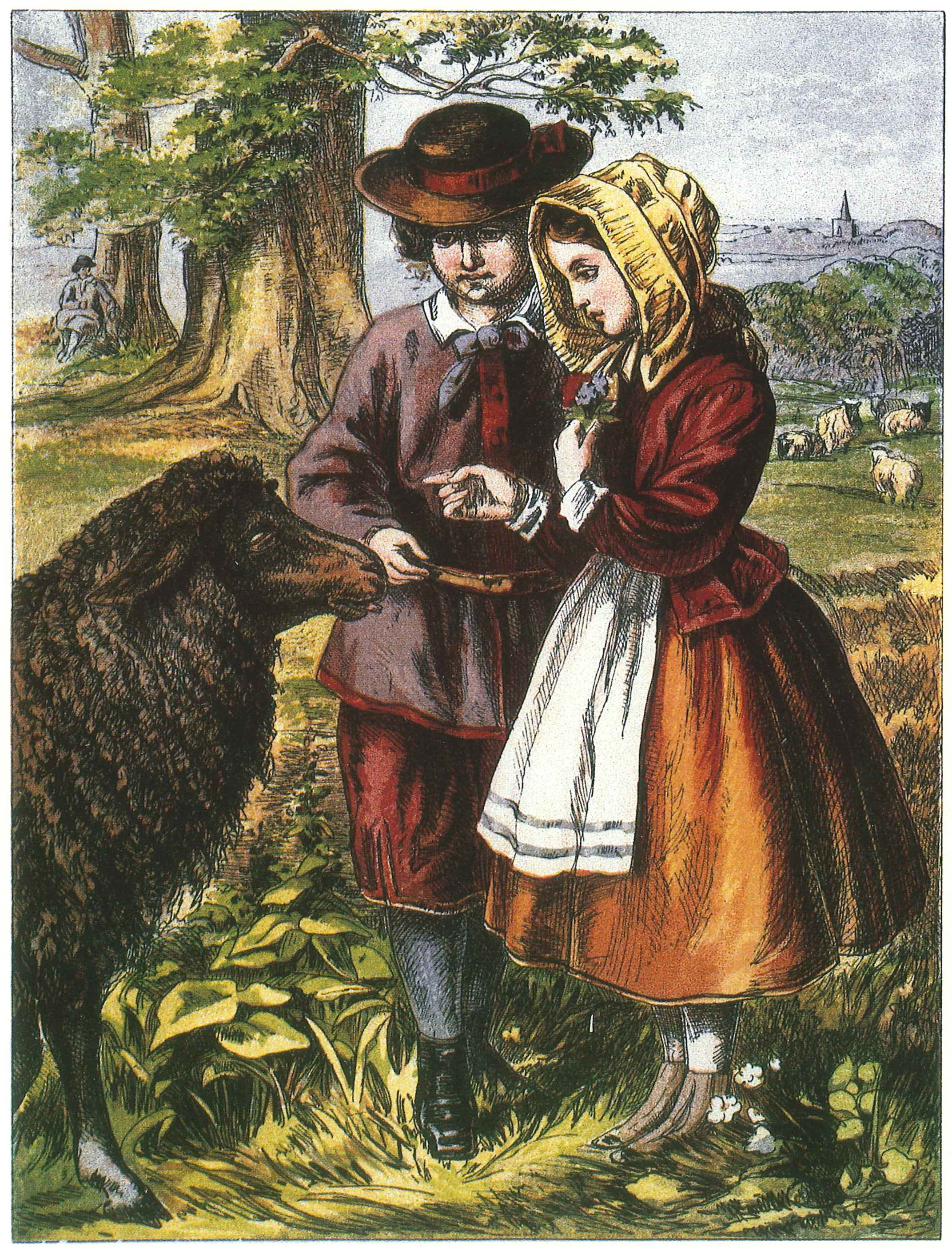
Illustration till Bä, bä, svarta lam, ur Daddas visor 1872
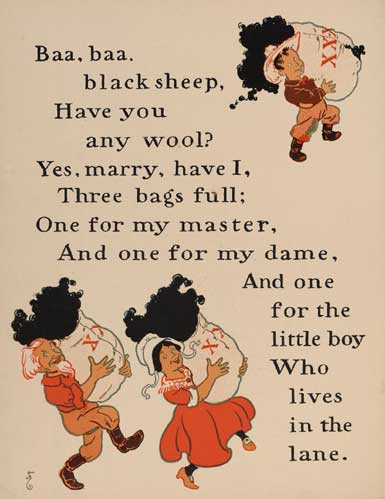
Den engelska Baa, Baa, Black Sheep, illustrerad av William Wallace Denslow 1902
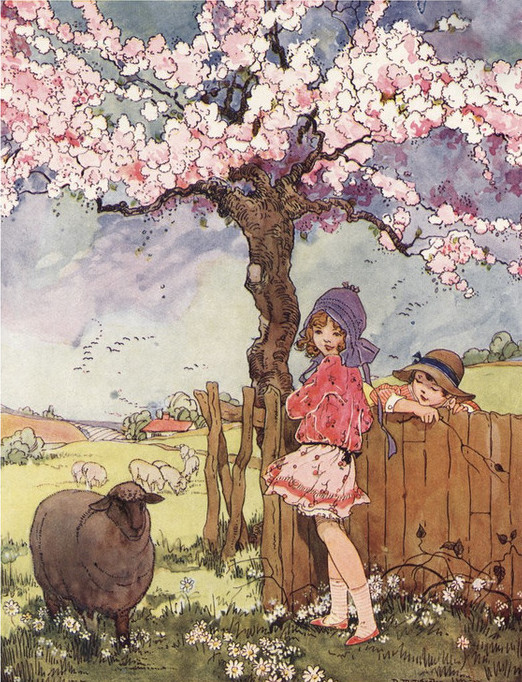
Baa Baa Black Sheep, illustrerad av Dorothy M. Wheeler